# Mesochorus dormitorius
Mesochorus dormitorius là một loài tò vò trong họ Ichneumonidae.